# Liste der Baudenkmale in Meppen
In der Liste der Baudenkmale in Meppen sind alle Baudenkmale der niedersächsischen Stadt Meppen aufgelistet. Die Quelle der Baudenkmale ist der Denkmalatlas Niedersachsen. Der Stand der Liste ist der 10. Mai 2021.

## Allgemein
In den Spalten befinden sich folgende Informationen:
- Lage: die Adresse des Baudenkmales und die geographischen Koordinaten. Kartenansicht, um Koordinaten zu setzen. In der Kartenansicht sind Baudenkmale ohne Koordinaten mit einem roten Marker dargestellt und können in der Karte gesetzt werden. Baudenkmale ohne Bild sind mit einem blauen Marker gekennzeichnet, Baudenkmale mit Bild mit einem grünen Marker.
- Bezeichnung: Bezeichnung des Baudenkmales
- Beschreibung: die Beschreibung des Baudenkmales. Unter § 3 Abs. 2 NDSchG werden Einzeldenkmale und unter § 3 Abs. 3 NDSchG Gruppen baulicher Anlagen und deren Bestandteile ausgewiesen.
- ID: die Objekt-ID des Baudenkmales
- Bild: ein Bild des Baudenkmales, ggf. zusätzlich mit einem Link zu weiteren Fotos des Baudenkmals im Medienarchiv Wikimedia Commons. Wenn man auf das Kamerasymbol klickt, können Fotos zu Baudenkmalen aus dieser Liste hochgeladen werden:

## Meppen

### Gruppe: Kirchplatz (sogenannter Domhof)
Die Gruppe „Kirchplatz (sogenannter Domhof)“ hat die ID 36191379.

| Lage                                     | Bezeichnung       | Beschreibung | ID       | Bild           |
| ---------------------------------------- | ----------------- | --- | -------- | -------------- |
| Kuhstraße 15 52° 41′ 21″ N, 7° 17′ 31″ O | Kirche            | Propsteikirche St. Vitus Dreischiffige, kreuzgratgewölbte Hallenkirche mit Maßwerkfenstern, dat. „1471“; Chor mit 5/8-Schluss von „1461“. Westjoche und Turm von 1869/70, neue Haube von Dominikus Böhm nach 1945. | 36197726 | Weitere Bilder |
| Kuhstraße 15 52° 41′ 21″ N, 7° 17′ 30″ O | Kirchplatz        | Früherer Friedhof der Propsteikirche, heute gepflastert. | 36197757 |                |
| Kuhstraße 15 52° 41′ 21″ N, 7° 17′ 31″ O | Kreuzigungsgruppe | Überlebensgroße Plastik aus Baumberger Sandstein. Datiert „1517“, Meister Jöste Beldensnyder in Münster zugeschrieben. Spätgotisch.                                                                                | 36197782 |                |

### Gruppe: Obergerichtsstraße 7 und 9–10
Die Gruppe „Obergerichtsstraße 7 und 9-10“ hat die ID 36191662.

| Lage                                              | Bezeichnung | Beschreibung | ID       | Bild |
| ------------------------------------------------- | ----------- | --- | -------- | ---- |
| Obergerichtsstraße 14 52° 41′ 33″ N, 7° 17′ 33″ O | Wohnhaus    | Erb. 1805, seit 1835 Herzogl.-Arenbergische Rentei, heute Museum.                                                                                      | 36198189 |      |
| Obergerichtsstraße 8 52° 41′ 32″ N, 7° 17′ 35″ O  | Zeughaus    | 1752 auf dem ehemaligen Standort der 1751 abgetragenen Paulsburg errichtet, ab 1763 Handelshaus der Fa. Frye, seit 1902 im Besitz der Familie Sanders. | 36198222 |      |

### Gruppe: Wohn-/Geschäftshäuser Markt
Die Gruppe „Wohn-/Geschäftshäuser Markt“ hat die ID 36191433.

| Lage                                 | Bezeichnung         | Beschreibung                                                               | ID       | Bild |
| ------------------------------------ | ------------------- | -------------------------------------------------------------------------- | -------- | ---- |
| Markt 8 52° 41′ 28″ N, 7° 17′ 30″ O  | Wohn-/Geschäftshaus | Erster Neubau im Jahre 1945 am kriegszerstörten Markt, um 1960 verändert.  | 36197976 |      |
| Markt 9 52° 41′ 29″ N, 7° 17′ 29″ O  | Wohn-/Geschäftshaus | Datiert 1947, aus der Wiederaufbauphase des kriegszerstörten Marktplatzes. | 36198004 |      |
| Markt 10 52° 41′ 29″ N, 7° 17′ 29″ O | Wohn-/Geschäftshaus | Errichtet 1947/48 im Zuge des Wiederaufbaus des kriegszerstörten Marktes.  | 36198032 |      |

### Gruppe: ehem. Jesuitenresidenz (Gymnasium)
Die Gruppe „ehem. Jesuitenresidenz (Gymnasium)“ hat die ID 36191609.

| Lage                                          | Bezeichnung | Beschreibung                      | ID       | Bild |
| --------------------------------------------- | ----------- | --------------------------------- | -------- | ---- |
| Gymnasialstraße 3 52° 41′ 27″ N, 7° 17′ 34″ O | Kirche      | Gymnasialkirche (Jesuitenkirche)  | 36196141 |      |
| Gymnasialstraße 3 52° 41′ 26″ N, 7° 17′ 35″ O | Kloster     | Jesuitenresidenz, heute Gymnasium | 36198612 |      |
| Gymnasialstraße 3 52° 41′ 27″ N, 7° 17′ 34″ O | Pfortenhaus |                                   | 36199674 |      |
| Gymnasialstraße 3 52° 41′ 26″ N, 7° 17′ 34″ O | Garten      |                                   | 36198643 |      |

### Gruppe: Wohnhäuser und Wohnwirtschaftsgebäude
Die Gruppe „Wohnhäuser und Wohnwirtschaftsgebäude“ hat die ID 36191397.

| Lage                                     | Bezeichnung              | Beschreibung                                                                                               | ID       | Bild |
| ---------------------------------------- | ------------------------ | --- | -------- | ---- |
| Kuhstraße 10 52° 41′ 24″ N, 7° 17′ 27″ O | Speicher                 | Ankerzahlen 1933.                                                                                          | 36198759 | BW   |
| Im Sack 6 52° 41′ 23″ N, 7° 17′ 26″ O    | Wohn-/Wirtschaftsgebäude | Wohl spätes 18. Jh., Giebel 1855                                                                           | 36197810 |      |
| Im Sack 12 52° 41′ 23″ N, 7° 17′ 25″ O   | Wohn-/Wirtschaftsgebäude | Im Kern 16. Jh, mindestens zweimal nach Süden verlängert.                                                  | 36197866 |      |
| Im Sack 5 52° 41′ 23″ N, 7° 17′ 26″ O    | Wohn-/Wirtschaftsgebäude | Im Kern (Ostteil) 1745/46, erweitert und um 1900 umgebaut.                                                 | 36197918 |      |
| Im Sack 52° 41′ 23″ N, 7° 17′ 27″ O      | Pflasterstraße           | Pflasterung der Fahrbahn aus unbehauenen Katzenköpfen, Rinnen vor den Häusern Basaltpflaster. Wohl 18. Jh. | 36198698 |      |

### Gruppe: Friedhof
Die Gruppe „Friedhof“ hat die ID 36191416.

| Lage                                       | Bezeichnung | Beschreibung | ID       | Bild |
| ------------------------------------------ | ----------- | ------------ | -------- | ---- |
| Lingener Straße 52° 41′ 9″ N, 7° 17′ 23″ O | Friedhof    |              | 36197949 | BW   |

### Gruppe: Wohnhäuser Esterfelder Stiege 3–9
Die Gruppe „Wohnhäuser Esterfelder Stiege 3-9“ hat die ID 36191292.

| Lage                                             | Bezeichnung | Beschreibung | ID       | Bild |
| ------------------------------------------------ | ----------- | ------------ | -------- | ---- |
| Esterfelder Stiege 9 52° 41′ 42″ N, 7° 17′ 15″ O | Wohnhaus    | Um 1900      | 36196555 |      |
| Esterfelder Stiege 5 52° 41′ 41″ N, 7° 17′ 16″ O | Wohnhaus    | Um 1900      | 36196501 |      |
| Esterfelder Stiege 3 52° 41′ 40″ N, 7° 17′ 16″ O | Wohnhaus    | Um 1900      | 36196473 |      |

### Gruppe: Wohnhaus mit Park
Die Gruppe „Wohnhaus mit Park“ hat die ID 36191343.

| Lage                                                  | Bezeichnung | Beschreibung                                                                                   | ID       | Bild |
| ----------------------------------------------------- | ----------- | ---------------------------------------------------------------------------------------------- | -------- | ---- |
| Herzog-Arenberg-Straße 26 52° 41′ 53″ N, 7° 17′ 43″ O | Wohnhaus    | 1. H. 19. Jh.                                                                                  | 36196694 |      |
| Herzog-Arenberg-Straße 26 52° 41′ 53″ N, 7° 17′ 44″ O | Park        | Garten in Art eines Landschaftsparks, alter Baumbestand. In Grundstruktur vom Ende des 19. Jh. | 36196720 | BW   |

### Gruppe: Zentrum Meppener Neustadt
Die Gruppe „Zentrum Meppener Neustadt“ hat die ID 36191628.

| Lage                                                  | Bezeichnung        | Beschreibung | ID       | Bild |
| ----------------------------------------------------- | ------------------ | --- | -------- | ---- |
| Herzog-Arenberg-Straße 12 52° 41′ 45″ N, 7° 17′ 41″ O | Verwaltungsgebäude | Erbaut 1853 für den Herzoglich-Arenbergischen Beamten Carl Russell, Amtshauptmann im Meppen zwischen 1869–1876. 1883 von der Firma Krupp als Gästehaus erst angemietet und 1887 erworben. 1957 verkauft es Krupp an den Staat und so wurde es von 1959 bis 2012 Kreiswehrersatzamt Meppen. | 36198880 |      |
| Herzog-Arenberg-Straße 9 52° 41′ 45″ N, 7° 17′ 39″ O  | Wohnhaus           | Kreisarchiv des Landkreises Emsland Erbaut um 1910, Umbau um 1950. | 36198162 |      |
| Herzog-Arenberg-Straße 7 52° 41′ 43″ N, 7° 17′ 38″ O  | Postgebäude        | Erbaut um 1896. | 36198819 |      |

### Gruppe: Ehemaliges Kreishaus
Die Gruppe „Ehemaliges Kreishaus“ hat die ID 36191255.

| Lage                                         | Bezeichnung        | Beschreibung                                                                                               | ID       | Bild |
| -------------------------------------------- | ------------------ | --- | -------- | ---- |
| Bahnhofstraße 32 52° 41′ 44″ N, 7° 17′ 46″ O | Verwaltungsgebäude | Polizei (ehemaliges Kreishaus und Sparkasse) 1937 für die Sparkasse vom Architekten Fritz Höger entworfen. | 36196316 |      |
| Kolpingstraße 1 52° 41′ 43″ N, 7° 17′ 47″ O  | Wohnhaus           | Wohnung des Sparkassendirektors                                                                            | 36196348 |      |
| Kolpingstraße 1 52° 41′ 44″ N, 7° 17′ 48″ O  | Nebengebäude       | | 36199730 |      |

### Gruppe: Häusergruppe Haselünner Straße
Die Gruppe „Häusergruppe Haselünner Straße“ hat die ID 36191326.

| Lage                                             | Bezeichnung | Beschreibung                            | ID       | Bild |
| ------------------------------------------------ | ----------- | --------------------------------------- | -------- | ---- |
| Haselünner Straße 9 52° 41′ 51″ N, 7° 17′ 53″ O  | Wohnhaus    | Erbaut um 1910                          | 36196583 |      |
| Haselünner Straße 11 52° 41′ 51″ N, 7° 17′ 54″ O | Wohnhaus    | Erbaut um 1910                          | 36196611 |      |
| Haselünner Straße 13 52° 41′ 51″ N, 7° 17′ 54″ O | Villa       | Erbaut um 1915/20                       | 36196639 |      |
| Haselünner Straße 15 52° 41′ 52″ N, 7° 17′ 55″ O | Villa       | Neurenaissancegliederung. Um 1890/1900. | 36196667 |      |

### Gruppe: Meppener Eisenhütte, Hasebrinkstr. 5
Die Gruppe „Meppener Eisenhütte, Hasebrinkstr. 5“ hat die ID 36191728.

| Lage                                         | Bezeichnung | Beschreibung | ID       | Bild |
| -------------------------------------------- | ----------- | --- | -------- | ---- |
| Hasebrinkstraße 5 52° 41′ 34″ N, 7° 18′ 4″ O | Gießhalle   | Massiver Ziegelbau mit flachem Satteldach, Dachkonstruktion aus Holzbalken bez. Eisenbindern. Ursprüngliche Fenster rundbogig, heutige rechteckige Öffnungen wohl von 1934. Im Kern wohl 1857 | 36199343 |      |

### Gruppe: Jüdischer Friedhof
Die Gruppe „Jüdischer Friedhof“ hat die ID 36191201.

| Lage                                       | Bezeichnung | Beschreibung | ID       | Bild           |
| ------------------------------------------ | ----------- | ------------ | -------- | -------------- |
| An der Hütte 25 52° 41′ 33″ N, 7° 18′ 7″ O | Friedhof    |              | 36196232 | Weitere Bilder |

### Gruppe: Kossenmühle
Die Gruppe „Kossenmühle“ hat die ID 36191239.

| Lage                                       | Bezeichnung              | Beschreibung                        | ID       | Bild           |
| ------------------------------------------ | ------------------------ | ----------------------------------- | -------- | -------------- |
| An der Radde 1 52° 42′ 16″ N, 7° 18′ 36″ O | Wohn-/Wirtschaftsgebäude | ehemalige Wassermühle (Kossenmühle) | 36196287 | Weitere Bilder |

### Gruppe: Wohnhäuser Höger-Siedlung
Die Gruppe „Wohnhäuser Höger-Siedlung“ hat die ID 36191360.

| Lage                                                    | Bezeichnung | Beschreibung                                                                           | ID       | Bild |
| ------------------------------------------------------- | ----------- | -------------------------------------------------------------------------------------- | -------- | ---- |
| Fullener Straße 40 52° 41′ 27″ N, 7° 15′ 55″ O          | Wohnhaus    | In den 1930er Jahren nach einem Plan des Hamburger Architekten Fritz Höger realisiert. | 36197663 |      |
| Fullener Straße 38 52° 41′ 27″ N, 7° 15′ 56″ O          | Wohnhaus    | In den 1930er Jahren nach einem Plan des Hamburger Architekten Fritz Höger realisiert. | 36197632 |      |
| Fullener Straße 36 52° 41′ 28″ N, 7° 15′ 57″ O          | Wohnhaus    | In den 1930er Jahren nach einem Plan des Hamburger Architekten Fritz Höger realisiert. | 36197601 |      |
| Fullener Straße 34 52° 41′ 28″ N, 7° 15′ 58″ O          | Wohnhaus    | In den 1930er Jahren nach einem Plan des Hamburger Architekten Fritz Höger realisiert. | 36197570 |      |
| Fullener Straße 18 52° 41′ 28″ N, 7° 16′ 1″ O           | Wohnhaus    | In den 1930er Jahren nach einem Plan des Hamburger Architekten Fritz Höger realisiert. | 36197473 |      |
| Fullener Straße 16 52° 41′ 28″ N, 7° 16′ 2″ O           | Wohnhaus    | In den 1930er Jahren nach einem Plan des Hamburger Architekten Fritz Höger realisiert. | 36197442 |      |
| Fullener Straße 14 52° 41′ 28″ N, 7° 16′ 3″ O           | Wohnhaus    | In den 1930er Jahren nach einem Plan des Hamburger Architekten Fritz Höger realisiert. | 36197411 |      |
| Fullener Straße 12 52° 41′ 29″ N, 7° 16′ 4″ O           | Wohnhaus    | In den 1930er Jahren nach einem Plan des Hamburger Architekten Fritz Höger realisiert. | 36197380 |      |
| Heckenweg 1 52° 41′ 29″ N, 7° 15′ 59″ O                 | Wohnhaus    | In den 1930er Jahren nach einem Plan des Hamburger Architekten Fritz Höger realisiert. | 36197066 |      |
| Heckenweg 2 52° 41′ 29″ N, 7° 16′ 0″ O                  | Wohnhaus    | In den 1930er Jahren nach einem Plan des Hamburger Architekten Fritz Höger realisiert. | 36197222 |      |
| Heckenweg 3 52° 41′ 29″ N, 7° 15′ 59″ O                 | Wohnhaus    | In den 1930er Jahren nach einem Plan des Hamburger Architekten Fritz Höger realisiert. | 36197097 |      |
| Heckenweg 4 52° 41′ 29″ N, 7° 16′ 0″ O                  | Wohnhaus    | In den 1930er Jahren nach einem Plan des Hamburger Architekten Fritz Höger realisiert. | 36197253 |      |
| Heckenweg 5 52° 41′ 30″ N, 7° 15′ 58″ O                 | Wohnhaus    | In den 1930er Jahren nach einem Plan des Hamburger Architekten Fritz Höger realisiert. | 36197128 |      |
| Heckenweg 6 52° 41′ 30″ N, 7° 15′ 59″ O                 | Wohnhaus    | In den 1930er Jahren nach einem Plan des Hamburger Architekten Fritz Höger realisiert. | 36197285 |      |
| Heckenweg 9 52° 41′ 31″ N, 7° 15′ 59″ O                 | Wohnhaus    | In den 1930er Jahren nach einem Plan des Hamburger Architekten Fritz Höger realisiert. | 36197191 |      |
| Bürgermeister-Frye-Straße 1 52° 41′ 29″ N, 7° 16′ 6″ O  | Wohnhaus    | In den 1930er Jahren nach einem Plan des Hamburger Architekten Fritz Höger realisiert. | 36196747 |      |
| Bürgermeister-Frye-Straße 3 52° 41′ 30″ N, 7° 16′ 6″ O  | Wohnhaus    | In den 1930er Jahren nach einem Plan des Hamburger Architekten Fritz Höger realisiert. | 36196778 |      |
| Bürgermeister-Frye-Straße 5 52° 41′ 30″ N, 7° 16′ 5″ O  | Wohnhaus    | In den 1930er Jahren nach einem Plan des Hamburger Architekten Fritz Höger realisiert. | 36196810 |      |
| Bürgermeister-Frye-Straße 7 52° 41′ 31″ N, 7° 16′ 5″ O  | Wohnhaus    | In den 1930er Jahren nach einem Plan des Hamburger Architekten Fritz Höger realisiert. | 36196842 |      |
| Bürgermeister-Frye-Straße 9 52° 41′ 31″ N, 7° 16′ 4″ O  | Wohnhaus    | In den 1930er Jahren nach einem Plan des Hamburger Architekten Fritz Höger realisiert. | 36196874 |      |
| Bürgermeister-Frye-Straße 11 52° 41′ 32″ N, 7° 16′ 4″ O | Wohnhaus    | In den 1930er Jahren nach einem Plan des Hamburger Architekten Fritz Höger realisiert. | 36196906 |      |
| Bürgermeister-Frye-Straße 13 52° 41′ 32″ N, 7° 16′ 3″ O | Wohnhaus    | In den 1930er Jahren nach einem Plan des Hamburger Architekten Fritz Höger realisiert. | 36196938 |      |
| Bürgermeister-Frye-Straße 15 52° 41′ 33″ N, 7° 16′ 3″ O | Wohnhaus    | In den 1930er Jahren nach einem Plan des Hamburger Architekten Fritz Höger realisiert. | 36196970 |      |
| Bürgermeister-Frye-Straße 17 52° 41′ 33″ N, 7° 16′ 2″ O | Wohnhaus    | In den 1930er Jahren nach einem Plan des Hamburger Architekten Fritz Höger realisiert. | 36197002 |      |
| Bürgermeister-Frye-Straße 19 52° 41′ 33″ N, 7° 16′ 2″ O | Wohnhaus    | In den 1930er Jahren nach einem Plan des Hamburger Architekten Fritz Höger realisiert. | 36197034 |      |

### Gruppe: Gut Cuntzhof
Die Gruppe „Gut Cuntzhof“ hat die ID 36191707.
Eins von ehemals sieben Heeresgüter der Wehrmacht: Cuntzhof, Sandheim, Kellerberg, Sprakelerwald, Hohenheide, Rupennest und Renkenberge.
Gut Cuntzhof ist Staatsdomäne.

| Lage                                       | Bezeichnung        | Beschreibung                                       | ID       | Bild |
| ------------------------------------------ | ------------------ | -------------------------------------------------- | -------- | ---- |
| Gut Cuntzhof 52° 43′ 16″ N, 7° 20′ 20″ O   | Wohnhaus           | Gut Cuntzhof (Verwalterhaus) Erbaut 1939           | 36199235 |      |
| Gut Cuntzhof 3 52° 43′ 15″ N, 7° 20′ 17″ O | Nebengebäude       | Erbaut 1939                                        | 36199316 |      |
| Gut Cuntzhof 52° 43′ 16″ N, 7° 20′ 16″ O   | Wirtschaftsgebäude | Gut Cuntzhof (Wirtschaftsgebäude West) Erbaut 1939 | 36199289 |      |
| Gut Cuntzhof 52° 43′ 18″ N, 7° 20′ 19″ O   | Wirtschaftsgebäude | Gut Cuntzhof (Wirtschaftsgebäude Ost) Erbaut 1939  | 36199262 |      |

### Einzelbaudenkmale
| Lage                                                       | Bezeichnung                | Beschreibung | ID           | Bild           |
| ---------------------------------------------------------- | -------------------------- | --- | ------------ | -------------- |
| Emsstraße 2 52° 41′ 37″ N, 7° 17′ 29″ O                    | Wohnhaus                   | Haus Heyl (heute Volksbank) Rest des Heylschen Hauses von 1809.                                                                                               | 36202125     |                |
| Markt 19 52° 41′ 31″ N, 7° 17′ 28″ O                       | Wohn-/Geschäftshaus        | | 36201282     |                |
| Markt 12a 52° 41′ 30″ N, 7° 17′ 29″ O                      | Apotheke                   | Alte Stadtapotheke, Wiederaufbau 1949 nach Plänen von Müller-Stüler.                                                                                          | 36201230     |                |
| Hinterstraße 31 52° 41′ 30″ N, 7° 17′ 27″ O                | Wohnhaus                   | | 36202538     | BW             |
| Markt 29 52° 41′ 29″ N, 7° 17′ 31″ O                       | Wohn-/Geschäftshaus        | Ehemalige Weinhandlung, erbaut um 1900 | 36201255     |                |
| Markt 49 52° 41′ 28″ N, 7° 17′ 31″ O                       | Rathaus                    | Untergeschoß von 1408, vorgesetzte Arkaden und Oberbau mit Stufengiebeln von 1601/05, Backstein, mit Kreuzstockfenstern.                                      | 36201335     | Weitere Bilder |
| Markt 43 52° 41′ 27″ N, 7° 17′ 31″ O                       | Wohnhaus                   | Früher Wohnhaus eines Arztes, erb. 1816 von Arch. August Reinking.                                                                                            | 36201307     |                |
| Burgstraße 12 52° 41′ 28″ N, 7° 17′ 34″ O                  | Wohnhaus                   | Wohl 1. H. 19. Jh.,Fassade um 1910 verändert | 36200615     |                |
| Kirchstraße 3 52° 41′ 25″ N, 7° 17′ 30″ O                  | Wohn-/Geschäftshaus        | Dendro-Datierung 1649, um 1900 massive Fassade vorgeblendet.                                                                                                  | 36202511     | BW             |
| Domhof 18 52° 41′ 22″ N, 7° 17′ 32″ O                      | Wohnhaus                   | feiner Jugendstildekor aus Stuck. Erbaut um 1910 | 36200820     |                |
| Kuhstraße 9 52° 41′ 22″ N, 7° 17′ 28″ O                    | Gaststätte (Up'n Bült)     | Geschlämmter Backsteinbau mit Satteldach; eingeschossig, mit Zwerchhaus. Stichbogige Fenster. 2. H. 19. Jh. Innenausbau der Gaststätte aus den 1920er-Jahren. | 454035.00097 |                |
| Kuhstraße 40 52° 41′ 22″ N, 7° 17′ 28″ O                   | Wohnhaus                   | Erbaut um 1905. | 36201119     |                |
| Ludmillenstraße 7 52° 41′ 21″ N, 7° 17′ 34″ O              | Konvikt                    | Krankenhaus Ludmillenstift, erbaut um 1880, Pathologie 1993 abgebrochen.                                                                                      | 36201202     |                |
| Ludmillenstraße 8 52° 41′ 23″ N, 7° 17′ 36″ O              | Schule                     | Ehemalige Schule, heute städt. Bauamt. EG von 1888, 1900 aufgestockt.                                                                                         | 36201175     |                |
| Am Wall 19 52° 41′ 21″ N, 7° 17′ 45″ O                     | Wohnhaus                   | | 44266925     |                |
| Am Wall 18 52° 41′ 21″ N, 7° 17′ 44″ O                     | Wohnhaus                   | | 44266750     |                |
| Am Wall 16 52° 41′ 19″ N, 7° 17′ 43″ O                     | Wohnhaus                   | | 44266732     |                |
| Schülerwiese 52° 41′ 30″ N, 7° 17′ 45″ O                   | Brücke                     | Dortmund-Ems-Kanal Fußgängerbrücke, nach 1945 von Versen hierher versetzt, Mittelstück verändert.                                                             | 36196443     |                |
| Wall 52° 41′ 24″ N, 7° 17′ 15″ O                           | Wallanlage                 | | 36198059     |                |
| Am Wall 11 52° 41′ 16″ N, 7° 17′ 42″ O                     | Wohanhaus                  | Erbaut um 1925 | 36200525     |                |
| Am Nachtigallenwäldchen 52° 41′ 24″ N, 7° 17′ 52″ O        | Mühle                      | Windmühle (Hölting-Mühle) | 36200500     | Weitere Bilder |
| Am Nachtigallenwäldchen 20 52° 41′ 13″ N, 7° 17′ 59″ O     | Wächterhaus                | Dortmund-Ems-Kanal Wärterhaus der Schleusenanlage | 36199623     |                |
| Deichstraße 10 52° 41′ 44″ N, 7° 17′ 20″ O                 | Wohnhaus                   | um 1900 rechtwinklig an ehem. Ackerbürger-Doppelhausangebaut.                                                                                                 | 36200745     |                |
| Deichstraße 10 52° 41′ 45″ N, 7° 17′ 20″ O                 | Ackerbürger-Doppelwohnhaus | 1863, mit Querdiele unter Krüppelwalmdach | 36203148     |                |
| Kolpingstraße 4 52° 41′ 42″ N, 7° 17′ 47″ O                | Villa                      | Erbaut um 1905. | 36202309     |                |
| Am alten Güterbahnhof 7/9/11/13 52° 41′ 41″ N, 7° 18′ 0″ O | Güterschuppen              | Bahnhof Meppen, erbaut um 1856, erweitert um 1900 und um 1930                                                                                                 | 36202334     |                |
| Hüttenstraße 52° 41′ 38″ N, 7° 17′ 52″ O                   | Brücke                     | ehemalige Hubbrücke (Alte Hase am Bauhof) | 36200550     | BW             |
| Königstraße 8 52° 41′ 47″ N, 7° 17′ 55″ O                  | Wohnhaus                   | 2. H. 19. Jh., heute Jugendzentrum | 36201011     |                |
| Königstraße 8 52° 41′ 47″ N, 7° 17′ 55″ O                  | Nebengebäude               | 2. H. 19. Jh. Rückwärtig freistehendes Wirtschaftsgebäude | 36203098     | BW             |
| Königstraße 4 52° 41′ 50″ N, 7° 17′ 48″ O                  | Wohnhaus                   | Ende 19. Jh.erbaut. | 36200985     |                |
| Haselünner Straße 3 52° 41′ 49″ N, 7° 17′ 51″ O            | Wohnhaus                   | Erbaut 1901 | 36200903     |                |
| Haselünner Straße 3 52° 41′ 49″ N, 7° 17′ 51″ O            | Garage                     | Erbaut 1925 | 36203194     |                |
| Haselünner Straße 3 52° 41′ 50″ N, 7° 17′ 51″ O            | Werkstattanbau             | Erbaut 1901 | 36202929     |                |
| Friedrichstraße 17 52° 41′ 59″ N, 7° 17′ 53″ O             | Villa                      | Villa Maria (ehem. Zollkommissariat) Großes Treppenhausfenster, Rahmung mit Jugendstildekor. Um 1920.                                                         | 36200845     |                |
| Haselünner Straße 37 52° 41′ 58″ N, 7° 18′ 4″ O            | Kirche                     | Pauluskirche | 36202262     | BW             |
| Clemensstraße 14 52° 42′ 0″ N, 7° 17′ 58″ O                | Villa                      | Erbaut 1928 durch Verwalt. Kruppscher Schießplatz. | 36200668     |                |
| Clemensstraße 16 52° 42′ 1″ N, 7° 17′ 59″ O                | Villa                      | Erbaut 1924 für die Verwaltung des Kruppschen Schießplatze.                                                                                                   | 36200641     |                |
| Clemensstraße 20 52° 42′ 2″ N, 7° 18′ 1″ O                 | Villa                      | um 1915/20 | 36200695     |                |
| Mühlenstraße 21 52° 42′ 3″ N, 7° 18′ 1″ O                  | Villa                      | Erbaut um 1920. | 36201364     |                |
| Herzog-Arenberg-Straße 66 52° 42′ 7″ N, 7° 17′ 47″ O       | Verwaltungsgebäude         | Wasser- u. Schifffahrtsamt, Aufwendige Zierziegelsetzungen. Erbaut um 1925.                                                                                   | 36202153     |                |
| Herzog-Arenberg-Straße 66 52° 42′ 7″ N, 7° 17′ 47″ O       | Vorgarten                  | | 36202951     | BW             |
| Herzog-Arenberg-Straße 65 52° 42′ 11″ N, 7° 17′ 42″ O      | Kloster                    | Maristenkloster, Marianum, erbaut 1901. | 36200929     |                |
| Herzog-Arenberg-Straße 65 52° 42′ 12″ N, 7° 17′ 40″ O      | Kapelle                    | Maristenkloster, erbaut 1912. | 36203123     |                |
| Versener Straße 18 52° 41′ 36″ N, 7° 16′ 11″ O             | Villa                      | Erbaut um 1930. | 36202644     |                |
| Fullener Straße 4 52° 41′ 30″ N, 7° 16′ 11″ O              | Villa                      | Haus Hungeling Expressionistischer Ziegeldekor, buntes Treppenhausfenster. Erb. 1933/34.                                                                      | 36200873     |                |
| Fullener Straße 4 52° 41′ 30″ N, 7° 16′ 12″ O              | Vorgarten                  | Haus Hungeling | 36202977     | BW             |
| Fullener Straße 45 52° 41′ 23″ N, 7° 15′ 44″ O             | Wohn-/Wirtschaftsgebäude   | 19. Jh. | 36200447     |                |
| Fullener Straße 45 52° 41′ 23″ N, 7° 15′ 44″ O             | Stallgebäude               | 19. Jh. | 36203050     |                |
| Teglinger Straße 52° 40′ 25″ N, 7° 18′ 17″ O               | Schleusengruppe            | Dortmund-Ems-Kanal, erbaut 1952/57. | 36196379     | Weitere Bilder |
| An der Koppelschleuse 19 52° 41′ 14″ N, 7° 18′ 20″ O       | Wohnhaus                   | Ehemalige Kgl.-Hann. Wasserbauinspektion. Erbaut 1828. | 36198961     |                |
| An der Koppelschleuse 20 52° 41′ 13″ N, 7° 18′ 20″ O       | Wohnhaus                   | Schleusenwächterhaus II. Erbaut wohl 1828. | 36198991     |                |
| In den Höften 1 52° 41′ 4″ N, 7° 18′ 21″ O                 | Wohn-/Wirtschaftsgebäude   | Hallenhaus, errichtet Ende 19. Jh. | 36200958     |                |
| Kollhofe 1 52° 41′ 11″ N, 7° 18′ 54″ O                     | Wohnhaus                   | Neubarocker eingeschossiger Backsteinbau mit Mansardenwalmdach, erb.1924.                                                                                     | 36201043     |                |
| Kollhofe 1 52° 41′ 12″ N, 7° 18′ 54″ O                     | Wirtschaftsgebäude         | Erbaut 1935 | 36202902     |                |
| Wekenborg 12 52° 41′ 23″ N, 7° 20′ 11″ O                   | Wohn-/Wirtschaftsgebäude   | | 36201679     | BW             |

## Apeldorn

### Gruppe: Gut Sandheim
Eins von ehemals sieben Heeresgüter der Wehrmacht: Cuntzhof, Sandheim, Kellerberg, Sprakelerwald, Hohenheide, Rupennest und Renkenberge.
Gut Sandheim ist an Privat verkauft worden!
Die Gruppe „Gut Sandheim“ hat die ID 36191680.

| Lage                                        | Bezeichnung        | Beschreibung                   | ID       | Bild |
| ------------------------------------------- | ------------------ | ------------------------------ | -------- | ---- |
| Gut Sandheim 19 52° 44′ 51″ N, 7° 23′ 17″ O | Wirtschaftsgebäude | Gut Sandheim (Großtierstall)   | 36199127 |      |
| Gut Sandheim 19 52° 44′ 51″ N, 7° 23′ 17″ O | Silo               |                                | 36199208 | BW   |
| Gut Sandheim 19 52° 44′ 51″ N, 7° 23′ 19″ O | Wirtschaftsgebäude | Gut Sandheim (Wi-Gebäude Nord) | 36199154 | BW   |
| Gut Sandheim 19 52° 44′ 51″ N, 7° 23′ 21″ O | Nebengebäude       |                                | 36199100 |      |
| Gut Sandheim 19 52° 44′ 50″ N, 7° 23′ 22″ O | Wohnhaus           | Gut Sandheim (Inspektorenhaus) | 36199073 |      |
| Gut Sandheim 19 52° 44′ 49″ N, 7° 23′ 19″ O | Wirtschaftsgebäude | Gut Sandheim (Wi-Gebäude Süd)  | 36199181 | BW   |

### Gruppe: Kirche mit Kirchberg
Die Gruppe „Kirche mit Kirchberg“ hat die ID 36191483.

| Lage                                     | Bezeichnung | Beschreibung                                             | ID       | Bild |
| ---------------------------------------- | ----------- | -------------------------------------------------------- | -------- | ---- |
| Am Kirchberg 52° 41′ 45″ N, 7° 20′ 48″ O | Kirche      | St. Vitus und St. Katharina, gotischer Saalbau von 1462. | 36198283 |      |
| Am Kirchberg 52° 41′ 45″ N, 7° 20′ 49″ O | Schule      | erbaut 1863 in Formen des hannoverschen Rundbogenstils.  | 36198369 |      |

### Einzelbaudenkmale
| Lage                                                             | Bezeichnung                             | Beschreibung                                                                         | ID       | Bild |
| ---------------------------------------------------------------- | --------------------------------------- | ------------------------------------------------------------------------------------ | -------- | ---- |
| Apeldorner Hauptstraße (visavis 65) 52° 44′ 52″ N, 7° 24′ 5″ O   | Wirtschaftsgebäude                      | Nördliches Giebeldreieck massiv erneuert, sonst unverändert. Erb. 1. H. 19. Jh       | 36202485 |      |
| Apeldorner Hauptstraße 52° 44′ 44″ N, 7° 24′ 2″ O                | Kirchturm                               | Turm der in den 1970er abgerissenen neugotischen Kath. Kirche St. Anton von 1864/65. | 36201526 |      |
| Apeldorner Kirchweg / Am Kirchberg 52° 41′ 51″ N, 7° 20′ 54″ O   | Wegekapelle                             | Errichtet wohl um 1900.                                                              | 36201552 |      |
| An der Klause / Apeldorner Kirchweg 52° 41′ 50″ N, 7° 20′ 39″ O  | Wegekapelle                             | Errichtet wohl um 1900.                                                              | 36201575 |      |
| Römerstraße 1 52° 41′ 43″ N, 7° 20′ 46″ O                        | Wohn-/Wirtschaftsgebäude                | Gaststätte Giese 18. Jh.                                                             | 36198729 |      |
| Am Kirchberg 52° 41′ 46″ N, 7° 20′ 50″ O                         | Kirchberg                               |                                                                                      | 36198315 |      |
| Apeldorner Hauptstraße / Am Steingrab 52° 44′ 6″ N, 7° 23′ 40″ O | Großsteingrab – Der steinerne Schlüssel | Großsteingrab mit einer Gesamtlänge von ca. 5 m und einer Breite von ca. 2 m.        | 28962194 |      |

## Borken

### Gruppe: Hofstraße 4 und 5
Die Gruppe „Hofstraße 4 und 5“ hat die ID 36191503.

| Lage                                   | Bezeichnung              | Beschreibung | ID       | Bild |
| -------------------------------------- | ------------------------ | ------------ | -------- | ---- |
| Hofstraße 5 52° 43′ 25″ N, 7° 17′ 5″ O | Wohn-/Wirtschaftsgebäude | Bj. 1910     | 36198409 |      |
| Hofstraße 5 52° 43′ 26″ N, 7° 17′ 5″ O | Nebengebäude             |              | 36199704 | BW   |

### Einzelbaudenkmale
| Lage                                   | Bezeichnung              | Beschreibung | ID       | Bild |
| -------------------------------------- | ------------------------ | ------------ | -------- | ---- |
| Hofstraße 4 52° 43′ 26″ N, 7° 17′ 2″ O | Wohn-/Wirtschaftsgebäude | Datiert 1898 | 36198440 |      |

## Helte

### Einzelbaudenkmale
| Lage                                          | Bezeichnung              | Beschreibung                                                                | ID       | Bild |
| --------------------------------------------- | ------------------------ | --------------------------------------------------------------------------- | -------- | ---- |
| Grüner Weg 9 52° 40′ 19″ N, 7° 21′ 12″ O      | Wohn-/Wirtschaftsgebäude | Ursprünglich Doppelheuerhaus. Erbaut 19. Jh.                                | 36202460 |      |
| Höfener Straße 9 52° 41′ 42″ N, 7° 21′ 34″ O  | Wegekreuz                | Auf Tischsockel errichtetes Kreuz mit Korpus, Sandstein, „1893“ entstanden. | 36201626 |      |
| Höfener Straße 13 52° 41′ 38″ N, 7° 21′ 46″ O | Wohn-/Wirtschaftsgebäude | Wohnhaus mit angebauter Gulfscheune, Backsteinbau, um 1905.                 | 36201653 |      |

## Hemsen

### Gruppe: Hemsener Straße 15
Die Gruppe „Hemsener Straße 15“ hat die ID 36191582.

| Lage                                           | Bezeichnung        | Beschreibung                                                                                | ID       | Bild |
| ---------------------------------------------- | ------------------ | ------------------------------------------------------------------------------------------- | -------- | ---- |
| Hemsener Straße 15 52° 44′ 13″ N, 7° 16′ 38″ O | Wirtschaftsgebäude |                                                                                             | 36198520 | BW   |
| Hemsener Straße 15 52° 44′ 14″ N, 7° 16′ 41″ O | Bildstock          | Neugotischer Bildstock aus Sandstein mit Kreuzigungsrelief in spitzbogiger Nische. Um 1900. | 36198584 |      |

### Einzelbaudenkmale
| Lage                                   | Bezeichnung    | Beschreibung                                                                            | ID       | Bild |
| -------------------------------------- | -------------- | --------------------------------------------------------------------------------------- | -------- | ---- |
| Rübenweg 7 52° 44′ 25″ N, 7° 17′ 14″ O | Bahnwärterhaus | 1856/57 durch die Hann. Westbahn auf einem künstlichen Hügel errichtet, heute Wohnhaus. | 36202235 |      |

## Emslage

### Gruppe: Ehemaliges Emslandlager IX.
Die Gruppe „Ehemaliges Emslandlager IX.“ hat die ID 36191646.

| Lage                                      | Bezeichnung  | Beschreibung               | ID       | Bild |
| ----------------------------------------- | ------------ | -------------------------- | -------- | ---- |
| Grünfeldstraße 52° 43′ 21″ N, 7° 11′ 0″ O | Barracke     | Emslandlager IX, heute JVA | 36198935 | BW   |
| Grünfeldstraße 52° 43′ 21″ N, 7° 11′ 5″ O | Trafostation | Emslandlager IX, heute JVA | 36198909 | BW   |

### Gruppe: Hofanlage, Große Straße 5, Ortsteil Klein Fullen
Die Gruppe „Hofanlage, Große Straße 5, Ortsteil Klein Fullen“ hat die ID 36191762.

| Lage                                       | Bezeichnung | Beschreibung                                                               | ID       | Bild |
| ------------------------------------------ | ----------- | -------------------------------------------------------------------------- | -------- | ---- |
| Große Straße 5 52° 41′ 20″ N, 7° 13′ 54″ O | Wohnteil    | Gulfscheune Bj. 1911                                                       | 36199539 |      |
| Große Straße 5 52° 41′ 21″ N, 7° 13′ 54″ O | Scheune     | Gulfscheune, nach Brand 1951/52 erneuert und umgebaut. Innengerüst erhalte | 36199482 |      |
| Große Straße 5 52° 41′ 21″ N, 7° 13′ 55″ O | Scheune     | 1951 abgebrannt, 1952 Wiederaufbau                                         | 36199511 |      |
| Große Straße 5 52° 41′ 21″ N, 7° 13′ 55″ O | Hoffläche   |                                                                            | 36199807 |      |
| Große Straße 5 52° 41′ 20″ N, 7° 13′ 55″ O | Wohnhaus    |                                                                            | 36198787 |      |

### Einzelbaudenkmale
| Lage                                            | Bezeichnung              | Beschreibung | ID       | Bild |
| ----------------------------------------------- | ------------------------ | --- | -------- | ---- |
| Am Friedhof 52° 43′ 28″ N, 7° 11′ 20″ O         | Friedhof                 | Opfer der Gewaltherrschaft | 36198495 | BW   |
| Zum Paradies 9 52° 43′ 0″ N, 7° 14′ 15″ O       | Wohn-/Wirtschaftsgebäude | Erbaut 1852, umgebaut 1932. | 36202049 |      |
| Bachgartenstrasse 2 52° 41′ 18″ N, 7° 13′ 52″ O | Schule                   | ehem. Schulhaus, heute Jugendheim, erbaut 1952. | 36202589 |      |
| Am Brink 3 52° 40′ 10″ N, 7° 15′ 3″ O           | Wohn-/Wirtschaftsgebäude | Großes Hallenhaus. Ehem. Fachwerkbau; im Inneren nahezu unverändert, Hausgerüst wohl 17. Jh. Außenwände 1889 in Backstein erneuert, 1952 ff.ersetzt | 36201758 |      |

## Schwefingen

### Einzelbaudenkmale
| Lage                                              | Bezeichnung              | Beschreibung                                                             | ID                            | Bild |
| ------------------------------------------------- | ------------------------ | ------------------------------------------------------------------------ | ----------------------------- | ---- |
| Schwefinger Straße 160 52° 39′ 54″ N, 7° 17′ 4″ O | Wohn-/Wirtschaftsgebäude | Hallenhaus erbaut 1880.                                                  | 36201471                      |      |
| Dorfstraße 16 52° 39′ 26″ N, 7° 16′ 31″ O         | Bildstock                | Neugotischer Bildstock aus Sandstein; datiert 1889.                      | 36201891                      |      |
| Dalumer Straße 56 52° 39′ 26″ N, 7° 16′ 31″ O     | Wohn-/Wirtschaftsgebäude | Hallenhaus, Zweiständerbau in massiver Ziegelbauweise, errichtet „1905“. | Objektkennziffer:454035.00082 | BW   |

## Teglingen
| Lage                                              | Bezeichnung              | Beschreibung                                                               | ID       | Bild |
| ------------------------------------------------- | ------------------------ | -------------------------------------------------------------------------- | -------- | ---- |
| Teglinger Hauptstraße 52° 39′ 28″ N, 7° 20′ 37″ O | Kirche                   | St. Antonius, erbaut 1879 in noch spätklassizistisch empfundener Neugotik. | 36201917 |      |
| Zur Alten Mühle 1 52° 39′ 30″ N, 7° 20′ 33″ O     | Wohn-/Wirtschaftsgebäude | Hallenhaus (Heuerhaus Hof Kämper), Wirtschaftsteil 1778, Wohnteil 1913.    | 36201970 |      |
| Walshornstraße 9 52° 39′ 11″ N, 7° 20′ 42″ O      | Wohn-/Wirtschaftsgebäude | Angeblich 1862 erbaut.                                                     | 36201945 |      |